# Жан Батист Дессьє
Жан Батист Дессье (пол. Jan Baptysta Dessieur, Jan Dessyer) — польський підполковник, військовий інженер французького походження.

## Життєпис
У 1689 році Жан Батист Дессьє (Ян Десьє) почав служити інженером при дворі Адама Миколая Сенявського, у родовому гнізді Сенявських — Бережанах. У 1699 році, після укладення Карловицького трактату, потрапив до Меджибожа, де отримав службу коменданта Меджибізького замку і губернатора Меджибізької волості (1702—1714 та 1726—1731 роки). Ці обов'язки поєднував з обов'язками будівельного наглядача і архітектора.
Провадив багаторічні будівельні роботи (переважно з відбудови та ремонту будівель та костелів) в Меджибожі, Зінькові, Тлустому, Старій Синяві, Сатанові, Шклові, Варшаві.
Першою дружиною Яна Десьє була Йоанна Зелінська (померла перед 1710 роком). Від того шлюбу народилися дві доньки: Люція Маріанна (дружина інженера, генерал-майора Яна Міхала Кампенгаузена) і Тереза (дружина Яна Стрийовського, а по його смерті князя Валеріана Воронецького, судді кам'янецького). Другою дружиною Яна Десьє була Катажина Биковська, вдова.
У 1726 році Ян Десьє за клопотанням зятя Кампенгаузена і рекомендацією гетьмана Адама Миколая Сенявського отримав індигенат і герб Desier.